# Pèlops
|  | Per a altres significats, vegeu «Pèlops (metge)». |

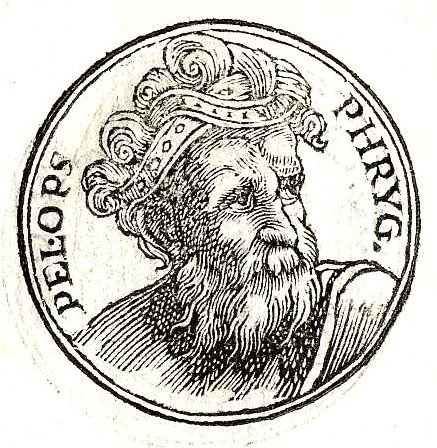
Pèlops

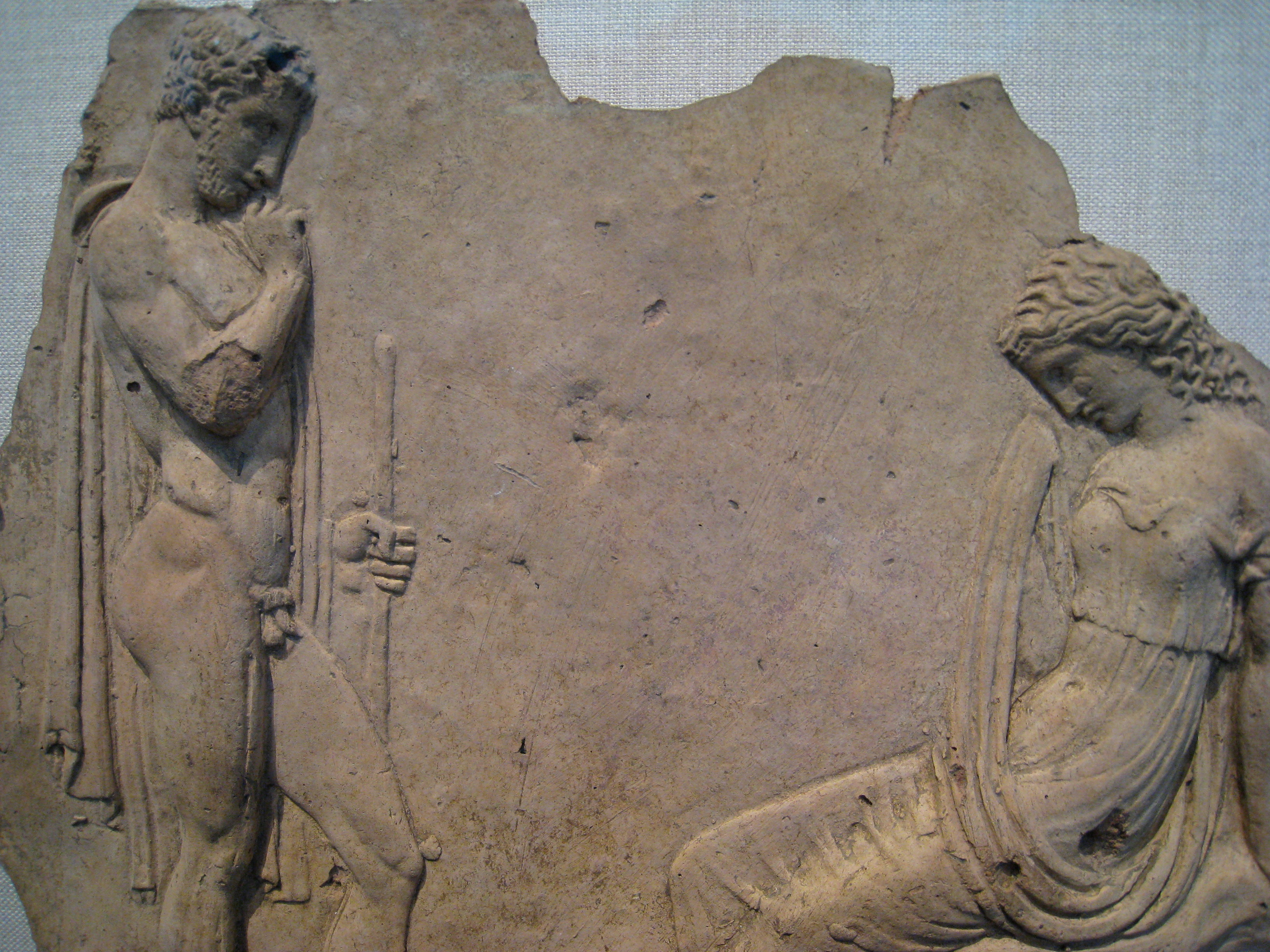
Pèlops i Hipodàmia; Metropolitan Museum, Ciutat de Nova York

Pèlops (en grec antic: Πέλοψ), segons la mitologia grega, fou un heroi grec, fill de Tàntal i de Dione (segons la genealogia més divulgada).
Natural de Frígia, emigrà a l'Èlida, a conseqüència de la guerra iniciada per Ilos contra Tàntal. Pèlops va portar a Grècia molts tresors, i va introduir en aquell territori fins aleshores pobre, un luxe oriental. Anava acompanyat d'emigrants frigis, dels quals es mostraven les seves tombes a Lacònia en època històrica.
S'explicava que, en la seva joventut, el seu pare l'esquarterà per servir-lo en un banquet als déus, però aquests se n'adonaren i, després de castigar l'impiu, ressuscitaren i recompongueren el cos de Pèlops, llevat d'una espatlla que Demèter ja s'havia menjat i que van haver de substituir per una peça d'ivori, que més endavant es mostrava a Elis. Segons algunes versions, va ser Ares o fins i tot Tetis, els que s'havien menjat l'espatlla de Pèlops. Alguns mitògrafs deien que Tàntal va actuar així per pietat, ja que la seva terra es veié assolada per la fam i no tenia cap més víctima per oferir als déus.
Després de la seva resurrecció Pèlops va ser estimat per Posidó, que se'l va endur al cel, on el va convertir en el seu coper. Però molt aviat el van retornar a la terra, perquè el seu pare se'n servia per robar nèctar i ambrosia als déus i donar-ne als mortals. Posidó va seguir sent el seu protector i li va regalar uns cavalls alats. El va ajudar en la seva lluita contra Enòmau per la possessió d'Hipodàmia, de la que s'havia enamorat. Però, per obtindre-la havia de vèncer Enòmau en una cursa de carros, i ningú no ho havia aconseguit fins aleshores. Pèlops va subornar el cotxer Mirtil perquè sabotegés el carro del rei. Així, en plena cursa, se li desprengué una roda i morí en l'accident. Però Pèlops, en comptes de pagar a Mirtil el que li havia promès, el precipità al mar. Això provocà la maledicció del seu llinatge.
Es casà amb Hipodamia i d'aquesta unió varen néixer Tiestes, Atreu, Copreu, Alcàtou, Plístenes i Piteu, entre d'altres. Amb la nimfa Axíoque va tindre un altre fill, Crisip.
Va conquerir tota la part meridional de Grècia, a la qual donà el nom de Peloponès. Hi ha un episodi d'aquesta conquesta, la guerra contra Estímfal, rei dels arcadis. Com que no podia conquerir l'Arcàdia va fingir reconciliar-se amb ell i en un banquet el va matar, escampant els seus membres per tot el país. Els déus van fer caure l'esterilitat a les terres de Grècia per aquesta injustícia, i els oracles van dir que no acabarien els mals fins que Èac no pregués al seu pare Zeus. Èac ho va fer així i Grècia va quedar lliure de la fam.
El nom de Pèlops va lligat a la fundació dels Jocs Olímpics. Ell va ser el primer a fundar-los, però després van caure en desús i van ser renovats per Hèracles, en memòria i en honor de Pèlops. Els Jocs eren també considerats uns jocs fúnebres en memòria d'Enòmau.
Durant la guerra de Troia, l'endeví Helen va dir que, entre altres condicions, la ciutat no seria presa si els ossos de Pèlops, o una de les seves espatlles, no es portaven a Troia. Per això van portar les seves restes des de Pisa a la Tròade. De tornada van desaparèixer en un naufragi, però un pescador les va trobar.